# Okstindbreen
Okstindbreen er den ottende største af gletcher på Norges fastland. Bræen ligger ved grænsen til Sverige i Hemnes kommune i Nordland fylke. Okstindbreen grænser til bjergkæden Okstindene i øst, med Nordland fylkes højeste punkt, Oksskolten. I 1910 dækkede den et areal på 76 km².

## Eksterne kilder og henvisninger
1. ↑  Om Okstindbreen (Webside ikke længere tilgængelig), Barnas Turlags websted

- Forslag til vandreruter på og omkring bræen Arkiveret 22. december 2015 hos  Wayback Machine, Den norske turistforening